# Gerichtsbezirk Aigen
Der Gerichtsbezirk Aigen war ein dem Bezirksgericht Aigen unterstehender Gerichtsbezirk im politischen Bezirk Rohrbach (Bundesland Oberösterreich). Der Gerichtsbezirk wurde 2003 aufgelöst und das Gebiet dem Gerichtsbezirk Rohrbach zugeteilt.

## Geschichte
Der Gerichtsbezirk Aigen wurde gemeinsam mit 46 anderen Gerichtsbezirken in Oberösterreich durch einen Erlass des k.k. Oberlandesgerichtes Linz am 4. Juli 1850 geschaffen und umfasste ursprünglich die zwölf Steuergemeinden Aigen, Bärdetschlag, Hintenberg, Julbach, Klaffer, Kramel, Oedenkirchen, Schindelau, Schlägel, Schwarzenberg, Ulrichsberg und Unterneudorf.
Der Gerichtsbezirk bildete im Zuge der Trennung der politischen von der judikativen Verwaltung
ab 1868 gemeinsam mit den Gerichtsbezirken Rohrbach, Haslach, Lembach und Neufelden den Bezirk Rohrbach.
Der Amtssitz des Gerichtsbezirks befand sich ursprünglich in der Gemeinde Schlägl, wurde jedoch per 1. Februar 1873 durch eine Verordnung des k. k. Justizministeriums nach Aigen verlegt.
1923 wurde dem Gerichtsbezirk nach der Auflösung des Gerichtsbezirks Haslach auch die Gemeinde Sankt Oswald bei Haslach unterstellt.
Durch Gemeindezusammenlegungen reduzierte sich die Anzahl der Gemeinden bis zum Beginn des 21. Jahrhunderts von den ursprünglich 12 bzw. 13 Gemeinden auf die sieben Gemeinden Aigen im Mühlkreis, Julbach, Klaffer am Hochficht, Schlägl, Sankt Oswald bei Haslach, Schwarzenberg am Böhmerwald und Ulrichsberg. Mit der Bezirksgerichts-Verordnung der Österreichischen Bundesregierung wurde am 12. November 2002 die Auflösung des Gerichtsbezirkes Aigen beschlossen und die Zuweisung des Gebietes zum Gerichtsbezirk Rohrbach bestimmt.